# Γ-endorphine
 (mai 2024).
La mise en forme du texte ne suit pas les recommandations de Wikipédia : il faut le « wikifier ».
Les points d'amélioration suivants sont les cas les plus fréquents. Le détail des points à revoir est peut-être précisé sur la page de discussion.
- Les titres sont pré-formatés par le logiciel. Ils ne sont ni en capitales, ni en gras.
- Le texte ne doit pas être écrit en capitales (les noms de famille non plus), ni en gras, ni en italique, ni en « petit »…
- Le gras n'est utilisé que pour surligner le titre de l'article dans l'introduction, une seule fois.
- L'italique est rarement utilisé : mots en langue étrangère, titres d'œuvres, noms de bateaux, etc.
- Les citations ne sont pas en italique mais en corps de texte normal. Elles sont entourées par des guillemets français : « et ».
- Les listes à puces sont à éviter, des paragraphes rédigés étant largement préférés. Les tableaux sont à réserver à la présentation de données structurées (résultats, etc.).
- Les appels de note de bas de page (petits chiffres en exposant, introduits par l'outil «  Source ») sont à placer entre la fin de phrase et le point final[comme ça].
- Les liens internes (vers d'autres articles de Wikipédia) sont à choisir avec parcimonie. Créez des liens vers des articles approfondissant le sujet. Les termes génériques sans rapport avec le sujet sont à éviter, ainsi que les répétitions de liens vers un même terme.
- Les liens externes sont à placer uniquement dans une section « Liens externes », à la fin de l'article. Ces liens sont à choisir avec parcimonie suivant les règles définies. Si un lien sert de source à l'article, son insertion dans le texte est à faire par les notes de bas de page.
- La présentation des références doit suivre les conventions bibliographiques. Il est recommandé d'utiliser les modèles {{Ouvrage}}, {{Chapitre}}, {{Article}}, {{Lien web}} et/ou {{Bibliographie}}. Le mode d'édition visuel peut mettre en forme automatiquement les références.
- Insérer une infobox (cadre d'informations à droite) n'est pas obligatoire pour parachever la mise en page.

Pour une aide détaillée, merci de consulter Aide:Wikification.
Si vous pensez que ces points ont été résolus, vous pouvez retirer ce bandeau et améliorer la mise en forme d'un autre article.
 (mai 2024).
Si vous disposez d'ouvrages ou d'articles de référence ou si vous connaissez des sites web de qualité traitant du thème abordé ici, merci de compléter l'article en donnant les références utiles à sa vérifiabilité et en les liant à la section « Notes et références ».
La Γ-endorphine est une hormone peptidique et un neurotransmetteur appartenant à la famille des endorphines. Elle joue un rôle important dans la régulation de la douleur et des émotions, ainsi que dans la modulation du système immunitaire.

## Structure et propriétés
La Γ-endorphine est un peptide composé de 31 acides aminés. Sa structure primaire est hautement conservée chez les mammifères. Elle agit principalement en se liant aux récepteurs opioïdes dans le système nerveux central, produisant ainsi des effets analgésiques et euphorisants similaires à ceux des opioïdes exogènes.

## Fonctions
La Γ-endorphine est impliquée dans plusieurs fonctions physiologiques et comportementales, notamment dans le soulagement de la douleur (agit comme un analgésique endogène en inhibant la transmission des signaux de douleur dans le cerveau et la moelle épinière), dans la régulation de l'humeur (contribue à la modulation des émotions et à la sensation de bien-être, en produisant un effet euphorisant), dans la réponse au stress (libérée en réponse au stress physique ou psychologique, aidant à atténuer les effets négatifs du stress sur le corps) et dans la modulation du système immunitaire (régule l'activité du système immunitaire en influençant la production de certaines cellules immunitaires).

## Mécanisme d'action
La Γ-endorphine agit principalement en se liant aux récepteurs opioïdes μ (mu), κ (kappa) et δ (delta) dans le cerveau et d'autres tissus. Cette liaison déclenche une cascade de réactions cellulaires qui modulent la transmission des signaux nerveux, conduisant à des effets analgésiques, euphorisants et autres.

## Production et libération
La Γ-endorphine est produite dans le cerveau, principalement dans l'hypothalamus et l'hypophyse, ainsi que dans d'autres tissus périphériques, tels que les glandes surrénales et le tractus gastro-intestinal. Elle est libérée en réponse à divers stimuli, tels que le stress, l'exercice physique, la douleur et les émotions.